# هيكي كوفالاينين
هيكي يوهانس كوفالاينين (ولد في 19 أكتوبر 1981 في سيموسالمي، فنلندا) هو سائق سباقات الفورمولا واحد فنلندي الجنسية. وسائق فريق لوتس الجديد في موسم 2010.
بدء مسيرة حياته المهنية عبر برنامج رينو لتطوير السائقين، حيث فاز في سلسلة بطولة العالم من نيسان  وانتهى في مركز الوصيف في سلسلة فئة الجي بي تو. وقع لفريق رينو كسائق اختبار في الفورمولا واحد لعام 2006، ومن ثم حصل على مقعد كسائق سباق في عام 2007. وفي نفس الموسم تمكن من صعود منصة التتويج لأول مرة عند حصولة على المركز الثاني في سباق الجائزة الكبرى الياباني.
انتقل إلى فريق ماكلارين لموسم 2008، بجانب لويس هاميلتون. شهد الموسم تحقيقه أول مركز انطلاق على حلبة سلفرستون، وفوزه الأول في المجر، ليصبح السائق رقم 100في سجل الفائزين في سباق للجائزة الكبرى في الفورمولا واحد. وبقي مع فريق ماكلارين لموسم 2009 وانتقل لفريق لوتس. وقد حل محله بطل العالم جنسون باتون لموسم 2010.